# Aida Rustamowna Bajasitowa
Aida Rustamowna Bajasitowa (russisch Аида Рустамовна Баязитова; * 29. März 1998) ist eine russische Skilangläuferin.

## Werdegang
Bajasitowa startete im November 2011 Werschina Tjoi erstmals im Eastern-Europe-Cup und belegte dabei den 121. Platz über 5 km klassisch und den 110. und 101. Rang im Sprint. Im Februar 2016 erreichte sie in Moskau mit dem zehnten Platz im Sprint ihre erste Top-Zehn-Platzierung im Eastern-Europe-Cup. Bei den Junioren-Skiweltmeisterschaften 2018 in Goms kam sie auf den 27. Platz im Sprint, auf den 19. Rang im Skiathlon und auf den 18. Platz über 5 km klassisch. Im März 2018 wurde sie russische Juniorenmeisterin im Sprint, im Skiathlon und über 5 km Freistil. Nach drei Platzierungen unter den ersten Zehn bei Eastern-Europe-Cup, darunter Platz zwei im Sprint in Werschina Tjoi, zu Beginn der Saison 2018/19, startete sie im Januar 2019 in Dresden erstmals im Skilanglauf-Weltcup. Dort holte sie mit dem 24. Platz im Sprint ihre ersten Weltcuppunkte. Im Februar 2019 holte sie im Sprint in Syktywkar ihren ersten Sieg im Eastern-Europe-Cup und erreichte abschließend den sechsten Platz in der Gesamtwertung des Eastern-Europe-Cups.

## Siege bei Continental-Cup-Rennen
| Nr. | Datum            | Ort       | Disziplin       | Serie              |
| --- | ---------------- | --------- | --------------- | ------------------ |
| 1.  | 24. Februar 2019 | Syktywkar | Sprint Freistil | Eastern Europe Cup |